# Jörg Lindemeier
Jörg Lindemeier (Windhoek, 30 agosto 1968) è un ex nuotatore namibiano, uno dei Tedeschi della Namibia più famoso.

## Carriera sportiva
Lindemeier ha partecipato ai V Giochi panafricani del 1991, ottenendo una medaglia d'oro, ai VI Giochi panafricani del 1995 e ai VII Giochi panafricani del 1999. Nel 1998 ha partecipato ai XVI Giochi del Commonwealth senza ottenere alcuna medaglia. Ha anche partecipato ai Giochi della XXVI Olimpiade, ai Giochi della XXVII Olimpiade e ai Giochi della XXVIII Olimpiade.

## Risultati sportivi

### Record nazionali
- 50 metri rana: 29"96
- 100 metri rana: 1'04"60
- 200 metri rana: 2'23"25

### Palmarès
| Anno | Manifestazione     | Sede     | Evento         | Risultato | Prestazione | Note |
| ---- | ------------------ | -------- | -------------- | --------- | ----------- | ---- |
| 1991 | Giochi panafricani | Il Cairo | 200 metri rana | Oro       | 2'23"25     |      |